# Paapstil

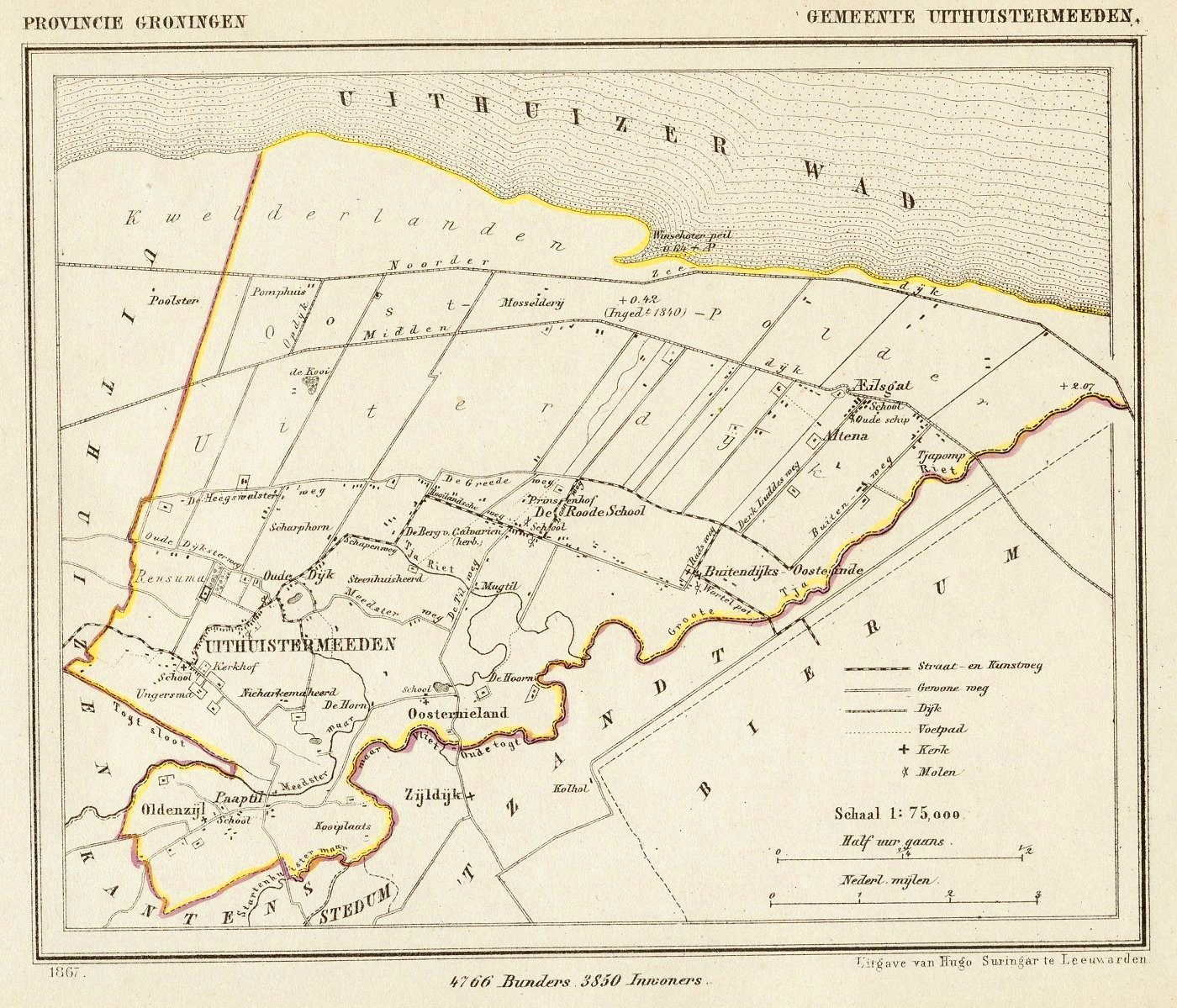
Paapstil op een kaart uit 1867 van de voormalige gemeente Uithuistermeeden (abusievelijk aangegeven als Paaptil).

Paapstil is een gehucht in de gemeente Het Hogeland in het noorden van de Nederlandse provincie Groningen.
Het wordt gezien als deel van het dorp Oldenzijl, maar ligt er feitelijk los van; het ligt namelijk ongeveer 500 meter oostelijker. De naam van het gehucht verwijst naar de til over het Meedstermaar. Deze til werd in 1878 vervangen door een draaibrug en - mogelijk in de jaren 1930 - door de huidige til. Bij het bruggetje zou een katholiek, een paap gewoond hebben die in de tijd van de reformatie zijn geloof trouw bleef. Feitelijk is het een scheldnaam.
Op de plek van het gehucht lag mogelijk vroeger de 'Oldenzijl' (oude sluis), waarnaar Oldenzijl is vernoemd. Dit wordt vermoed omdat zijlen vaak werden vervangen door tillen wanneer de zijl zijn functie verloor.

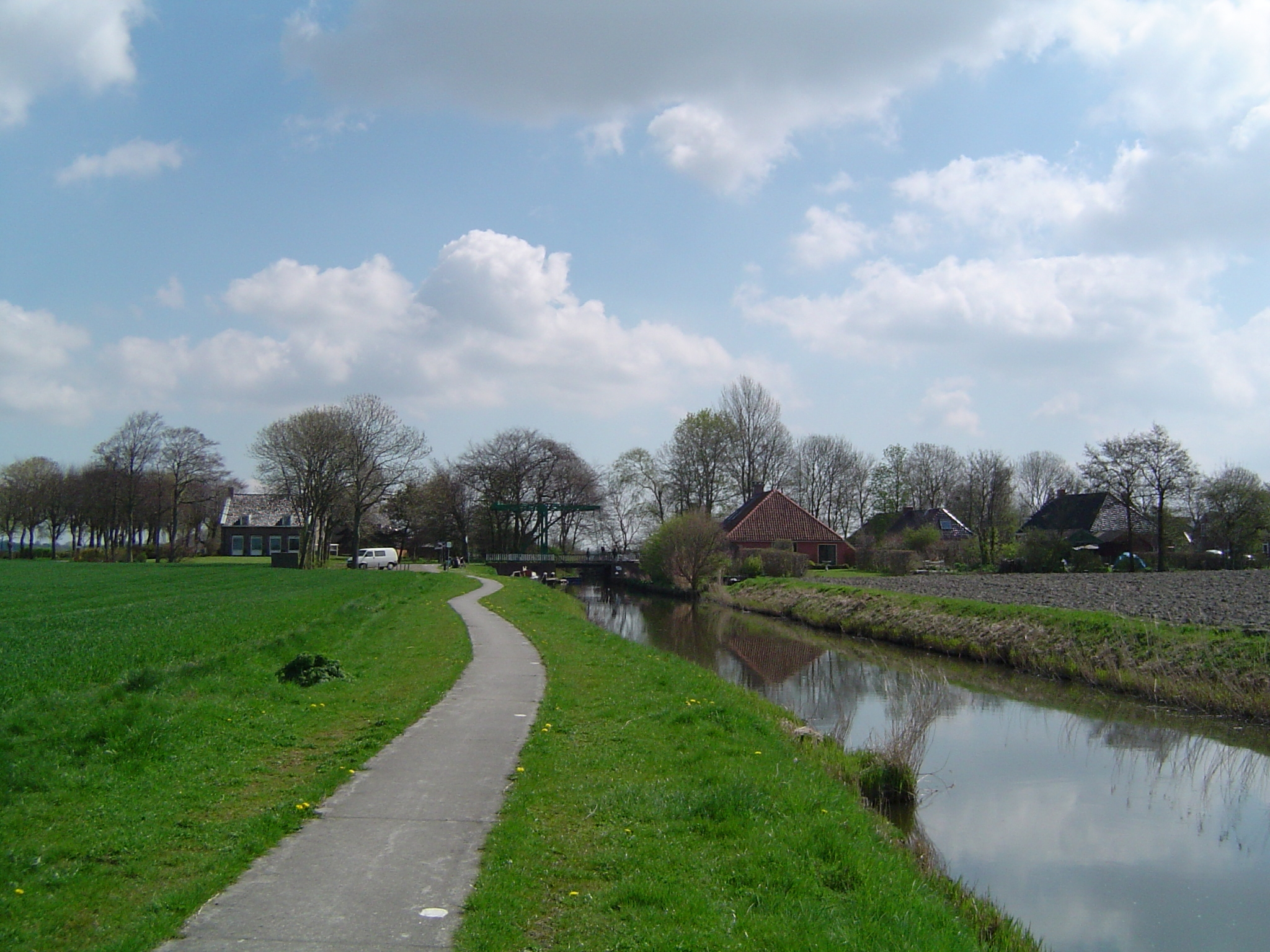
Paapstil gezien vanaf het fietspad langs het Uithuizermeedstermaar
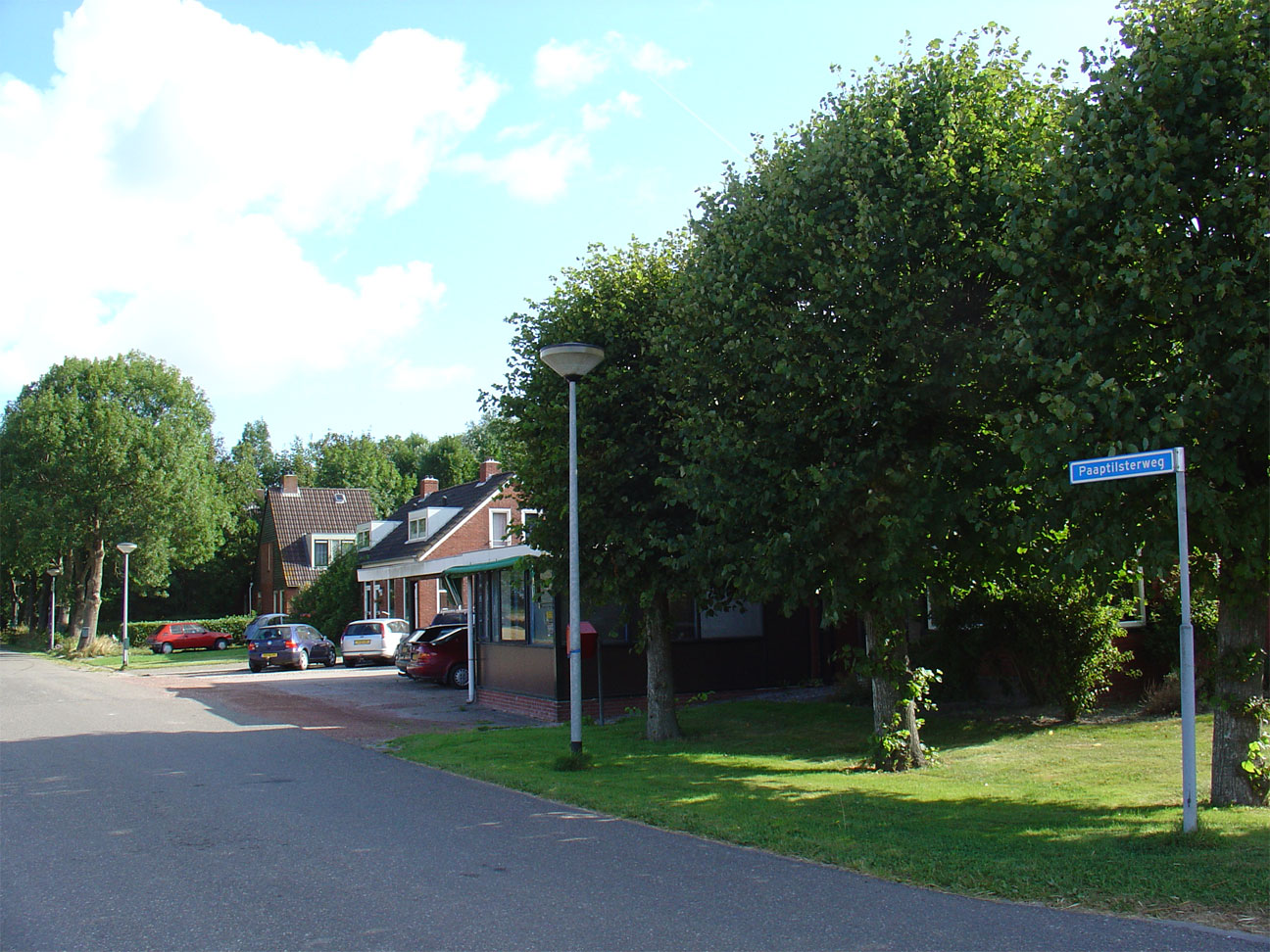
Paapstilsterweg in Paapstil (zomer)
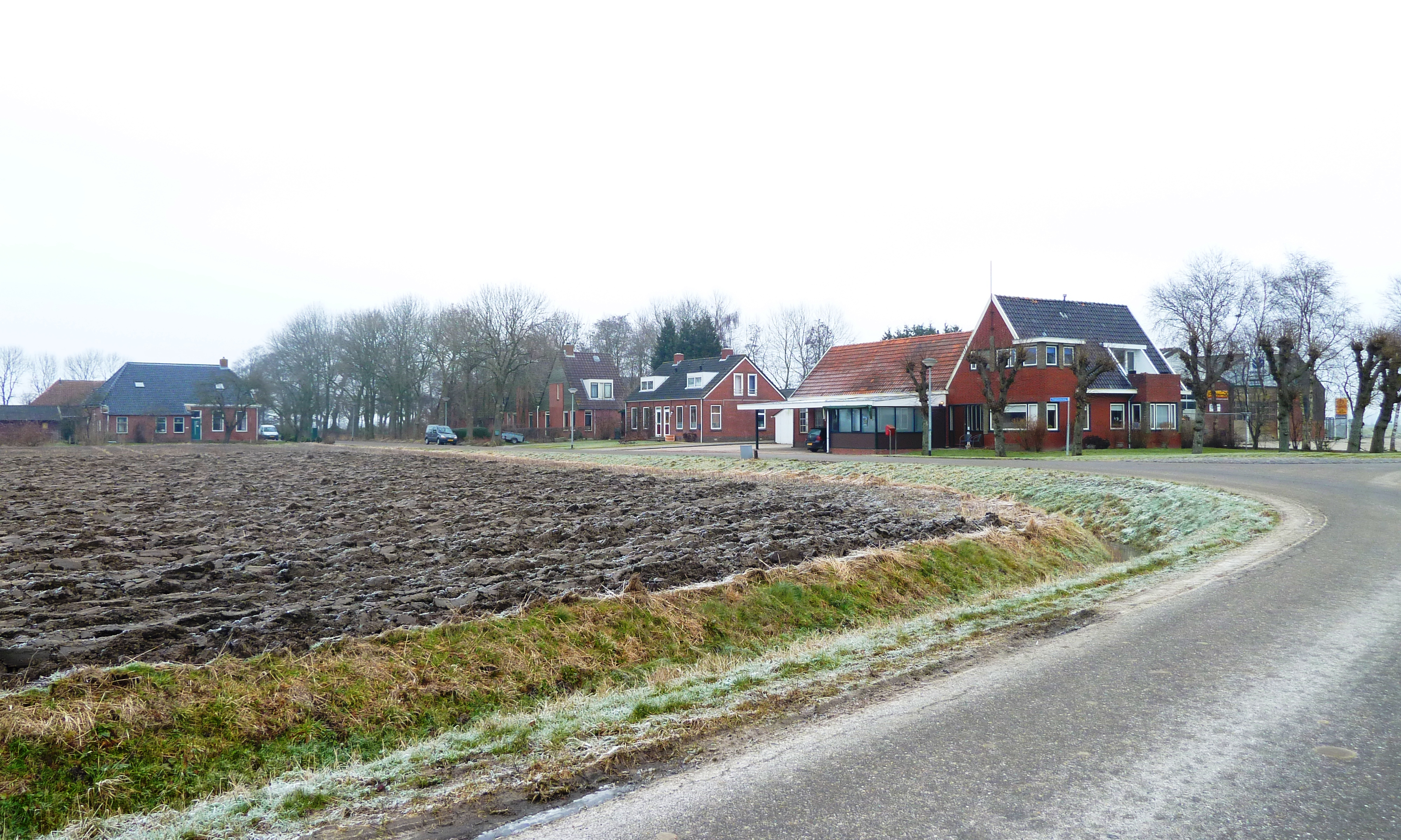
Huizen aan de Paapstilsterweg (winter)
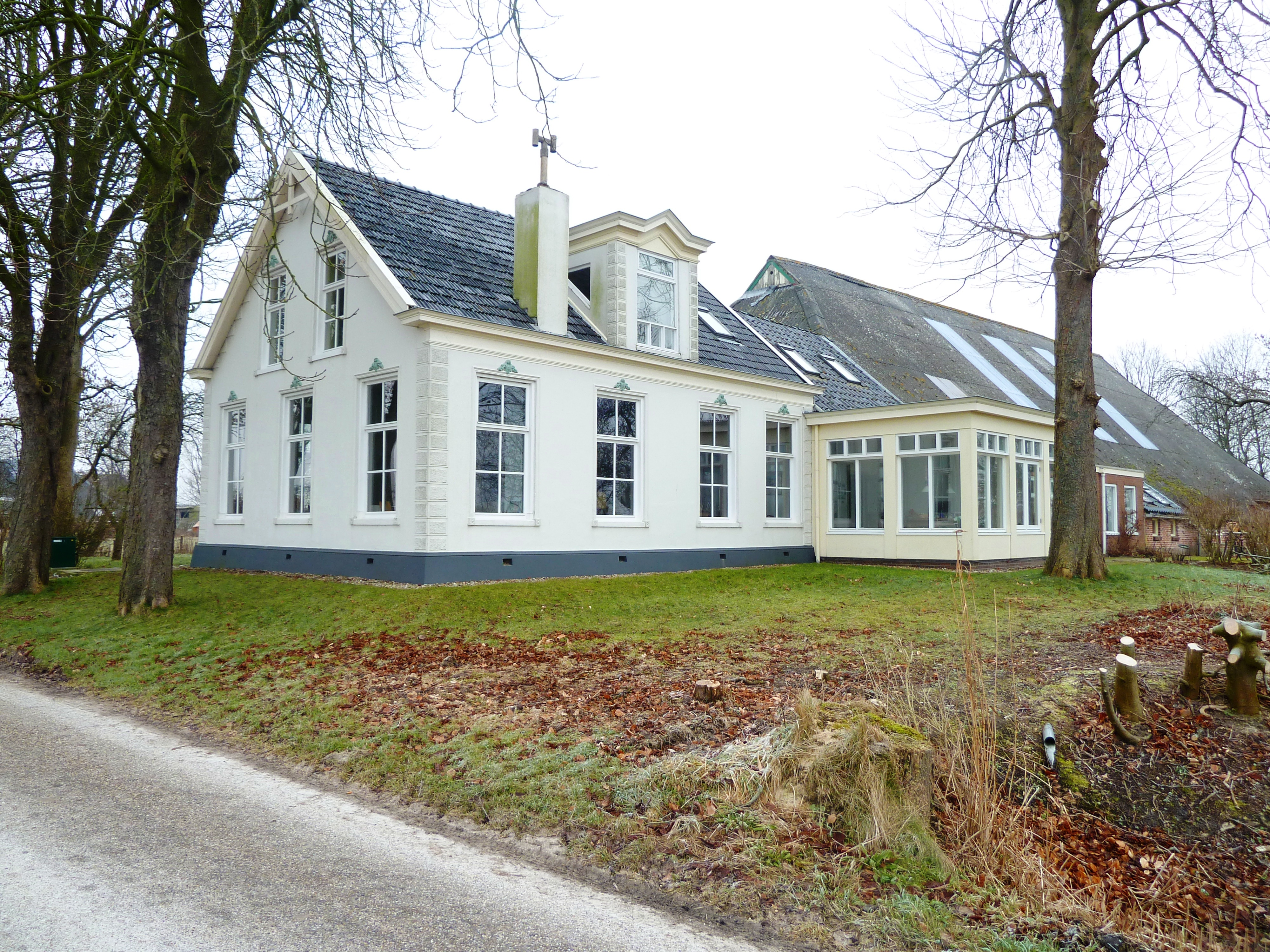
Boerderij Emama ten zuiden van Paapstil, waarvan de naam voorkomt vanaf 1635

Hoofdplaats: Uithuizen

Dorpen: Adorp · Den Andel · Baflo · Bedum · Eenrum · Eppenhuizen · Hornhuizen · Houwerzijl · Kantens · Kloosterburen · 't Lage van de Weg · Lauwersoog · Leens · Leenstertillen · Lutjewolde · Mensingeweer · Molenrij · Niekerk · Noordwolde · Oldenzijl · Onderdendam · Onderwierum · Oosteinde · Oosternieland · Pieterburen · Rasquert · Rodewolt · Roodeschool · Rottum · Saaxumhuizen · Sauwerd · Startenhuizen (deels) · Stitswerd · Tinallinge · Uithuizermeeden · Ulrum · Usquert · Vliedorp · Vierhuizen · Warffum · Warfhuizen · Wehe-den Hoorn · Westerdijkshorn · Westernieland · Wetsinge · Winsum · Zandeweer · Zoutkamp · Zuidwolde · Zuurdijk

Buurtschappen, gehuchten, wierden en buurten: 1e Nijhoezen · 2e Nijhoezen · 't Aagt · Abbeweer · Alinghuizen · Arwerd · Barnegaten · Bellingeweer · Bethlehem · Beusum · Bokum · Breede · Broek · Het Bultje · De Dingen · De Raken · De Vennen · Den Haver · Deikum · Doodstil · Douwen · Duisterwinkel · Eelswerd · Eemshaven · Elens · Ellerhuizen · Ernstheem · Ewer · Grijssloot · Groot Maarslag · Groot Wetsinge · De Haar · Hammeland · Den Hander · Harssens · Hefswal · Hekkum · Helwerd · Heuvelderij · Hiddingezijl · Holwinde · De Hoogte · De Horn · De Houw · 't Houweel · De Hucht · Kaakhorn · Katershorn · Kattenburg · Klei · Kleine Huisjes · Klein Garnwerd · Klein Maarslag · Klein Wetsinge · Kolham · Koningslaagte · Koningsoord · De Knijp · Kruisweg · Lutje Marne · Lutke Saaxum · Maarhuizen · (Marnehuizen) · Menkeweer · Menneweer · Midhalm · Midhuizen · Mollenhuizen · Nijenklooster · Noordpolder · Noordpolderzijl · Obergum · Oldenzijl · Oldorp · Oosterhorn · Oosterhuizen (Eenrum) · Oosterhuizen (Zuidwolde) · Oudedijk · Oudeschip · Paapstil · Panser · Plattenburg · Polen · Ranum · Reidland · Roodehaan · Schapehals · Schaphalsterzijl · Schilligeham · Schouwen · Schouwerzijl · Sint Annerhuisjes · 't Stort · De Streek · Takkebos · Ter Laan · Tijum · Valcum · Valom · Wadwerd · Walsweer · Westerhorn (De Marne) · Westerhorn (Hogeland) · Westerklooster · Westpolder · Wierhuizen · Wierum · 't Wildeveld · Willemsstreek · Zevenhuizen